# Luận Khê
Luận Khê là một xã thuộc huyện Thường Xuân, tỉnh Thanh Hóa, Việt Nam.
Xã Luận Khê có diện tích 55,73 km², dân số năm 1999 là 5581 người, mật độ dân số đạt 100 người/km².